# Parallel Lines
Parallel Lines – album zespołu Blondie wydany przez wytwórnię Chrysalis Records we wrześniu 1978. Nagrań dokonano na przełomie czerwca i lipca 1978 w nowojorskim Record Plant. Reedycja CD z 2001 zawiera cztery dodatkowe piosenki.
Jest najbardziej znanym i najlepiej sprzedającym się albumem zespołu (sprzedano ponad 20 milionów egzemplarzy). Zawiera najbardziej znane przeboje grupy, takie jak „Heart of Glass”, „Hanging on the Telephone”, „One Way or Another” czy „Sunday Girl”. Płyta zajęła 94. miejsce na liście 100 najlepszych albumów wszech czasów brytyjskiej stacji telewizyjnej Channel 4 i 140. miejsce listy 500 albumów wszech czasów magazynu Rolling Stone.

## Lista utworów
1. „Hanging on the Telephone” (J. Lee) – 2:17
2. „One Way or Another” (D. Harry, N. Harrison) – 3:31
3. „Picture This” (D. Harry, C. Stein, J. Destri) – 2:53
4. „Fade Away and Radiate” (C. Stein) – 3:57
5. „Pretty Baby” (D. Harry, C. Stein) – 3:16
6. „I Know But I Don't Know” (F. Infante) – 3:53
7. „11:59” (J. Destri) – 3:19
8. „Will Anything Happen?” (J. Lee) – 2:55
9. „Sunday Girl” (C. Stein	) – 3:01
10. „Heart of Glass” (D. Harry, C. Stein) – 3:54
11. „I'm Gonna Love You Too” (J. B. Mauldin, N. Sullivan, N. Petty) – 2:03
12. „Just Go Away” (D. Harry) – 3:21

reedycja 2001
1. „Once I Had a Love (aka The Disco Song) (1978 version)” (D. Harry, C. Stein) – 3:18
2. „Bang a Gong (Get It On) (Live)” koncert w The Paradise w Bostonie, 4 listopada 1978 (M. Bolan) – 5:30
3. „I Know But I Don't Know (Live)” koncert w Walnut Theatre w Filadelfii, 6 listopada 1978 (F. Infante) – 4:35
4. „Hanging on the Telephone (Live)” koncert w Dallas w 1980 (J. Lee) – 2:21

## Skład
- Deborah Harry – śpiew
- Chris Stein – gitary, E-bow
- Clem Burke – perkusja
- Jimmy Destri – instr. klawiszowe
- Nigel Harrison – gitara basowa
- Frank Infante – gitara

gościnnie
- Robert Fripp – gitara

produkcja
- Mike Chapman – produkcja
- Pete Coleman – asystent producenta
- Kevin Flaherty – produkcja (2001)
- Steve Hall – mastering
- Peter C. Leeds – management
- Ramey Communications – projekt graficzny
- Grey Russell – asystent

## Notowania

### Notowania tygodniowe
| Notowania (1978/1979)                         | Pozycja |
| --------------------------------------------- | ------- |
| Australian Albums Chart                       | 2       |
| Austrian Albums Chart                         | 24      |
| Canadian Albums Chart                         | 2       |
| MegaCharts                                    | 7       |
| Recording Industry Association of New Zealand | 3       |
| VG-Lista                                      | 16      |
| Sverigetopplistan                             | 9       |
| UK Albums Chart                               | 1       |
| US Top LPs                                    | 6       |

### Certyfikaty
| Państwo           | Certyfikat |
| ----------------- | ---------- |
| Kanada            | 4× Platyna |
| Wielka Brytania   | Platyna    |
| Stany Zjednoczone | Platyna    |